# Espigão dos Bois
O Espigão dos Bois é uma elevação portuguesa localizada no concelho do Nordeste, ilha de São Miguel, arquipélago dos Açores.
Este acidente geológico tem o seu ponto mais elevado a 807 metros de altitude acima do nível do mar. Nas imediações desta formação geológica encontra-se o Rechão das Vacas, o Planalto dos Graminhais e a Reserva Florestal Natural Parcial do Pico da Vara e junto ao seu sopé passa a Ribeira Despe-te que Suas.